# Речки (Лотошинский район)
Речки — деревня в Лотошинском районе Московской области России.
Относится к сельскому поселению Микулинское, до реформы 2006 года относилась к Микулинскому сельскому округу. По данным Всероссийской переписи 2010 года численность постоянного населения составила 85 человек (58 мужчин, 27 женщина).

## География
Расположена в западной части сельского поселения, у границы Московской и Тверской областей, примерно в 24 км к северо-западу от районного центра — посёлка городского типа Лотошино, на правом берегу реки Шоши, впадающей в Иваньковское водохранилище. Соседние населённые пункты — деревни Быково, Коноплёво, а также Балашутино Старицкого района Тверской области.

## Исторические сведения
По сведениям 1859 года — деревня Храневского прихода, Микулинской волости Старицкого уезда Тверской губернии в 30 верстах от уездного города, в низменности, при реке Шоше, с 11 дворами, 3 колодцами и 114 жителями (52 мужчины, 62 женщины).
В «Списке населённых мест» 1862 года Речки — владельческая деревня 2-го стана Старицкого уезда по Волоколамскому тракту в город Тверь, с 17 дворами и 149 жителями (74 мужчины, 75 женщин).
В 1886 году — 27 дворов и 170 жителей (77 мужчин, 93 женщины). В 1915 году насчитывалось 44 двора.
С 1929 года — населённый пункт в составе Лотошинского района Московской области. До 1954 года — центр Речковского сельсовета.

## Население
| 1859 | 1886 | 2002 | 2006 | 2010 |
| ---- | ---- | ---- | ---- | ---- |
| 149  | ↗170 | ↘13  | ↘9   | ↗85  |